# 43e division blindée (Inde)
Pour les articles homonymes, voir 43e division.
La 43e division blindée indienne est une division blindée de l'armée indienne britannique pendant la Seconde Guerre mondiale. Elle ne vit jamais le combat et fut démantelée pour former la 44e division blindée en février 1943.

## Formation

### 268ebrigade blindée
Converti en 268e brigade d'infanterie indienne en octobre 1942
- Corps blindé indien du 51e régiment (ex 7 / 5th Mahratta Light Infantry)
- Corps blindé indien du 53e régiment (ex MG / 10e régiment Baluch)
- Corps blindé indien du 54e régiment (ex 9 / 13th Frontier Force Rifles[2])

### 267ebrigade blindée
- Corps blindé indien du 52e régiment
- 116th Regiment Royal Armored Corps (ex 9th Btn Gordon Highlanders)
- 160th Regiment Royal Armored Corps (ex 9th Btn Royal Sussex Regiment (en))
- Corps blindé royal du 163e régiment (ex 13th Btn Sherwood Foresters (en)[3])

### 268ebrigade d'infanterie
- 8 / 13th Frontier Force Rifles (en)
- 17 / 10e régiment Baluch
- 17 / 7e régiment Rajput
- 2/ 4th Bombay Grenadiers
- 5 / 4th Bombay Grenadiers
- 1er régiment Assam
- 1er régiment Chamar
- 4 / 3e régiment Madras
- Kalibahadur Regiment Népal
- Mahindra Dal Regiment Népal
- 1/3 régiment Madras
- 2e The King's Own Scottish Borderers
- 2e South Lancashire Regiment
- 429e Field Company[2], Indian Army Corps of Engineers (en)

### Troupes divisionnaires
- 18e régiment, Royal Artillery[2]